# Der Sterngucker
Der Sterngucker ist eine Operette in drei Akten des Komponisten Franz Lehár und der Librettisten Fritz Löhner-Beda und Alfred Maria Willner. Die Uraufführung fand am 14. Januar 1916 im Theater in der Josefstadt in Wien statt.

## Handlung
Die Handlung beginnt mit dem jährlichen Ball eines Wiener Mädchenpensionats. Dieser Ball ist traditionell ein Heiratsmarkt für die Töchter der gehobenen Gesellschaft. Kitty, Lilly, Mizzi und Isolde führen den Walzer Libellentanz auf. Allerdings ist Lilly schon mit dem Architekten Paul von Rainer verlobt. Diese Verlobung steht aber kurz vor dem Scheitern. Paul hat sich inzwischen in Kitty verliebt und möchte sich am liebsten von Lilly trennen. Diese ist aber nur bereit einer Trennung zuzustimmen, wenn Paul ihr einen standesgemäßen Ersatz als Heiratskandidat besorgt. Bald taucht auch Franz Höfer, Kittys Bruder auf. Höfer hat seine Schwester allein erzogen und sorgt sich um sie. Ansonsten ist er Astronom und wird als Sternengucker bezeichnet. Auf dem Ball stellt Kitty ihrem Bruder Lilly, Mizzi und Isolde vor. Er verliebt sich in Lilly. In der Folge entwickeln sich einige für die Operette typische Missverständnisse. Unter anderem verlobt sich Franz mit gleich drei Damen. Am Ende klärt sich dann alles zum Happy End auf. Franz, der Sternengucker, heiratet Lilly und deren Ex-Verlobter Paul von Rainer bekommt seine Kitty.

## Rezeption
Die Operette Der Sterngucker wurde für den Komponisten eine große Enttäuschung. Sie wurde vom Publikum nicht angenommen und nach 79 Vorstellungen vom Spielplan abgesetzt. Noch im Jahr 1916 überarbeitete Lehár das Werk. Dabei wurden Nummern gestrichen, andere neu hinzu komponiert. Einige der ursprünglichen Musiknummern gingen in der Folge verloren. Manche sind als Klavierauszug erhalten. Selbst das ursprüngliche Textbuch ist nicht mehr auffindbar. Alfred Maria Willner überarbeitete zudem das Libretto. Die obige Inhaltsangabe basiert auf dieser Version. Am 27. September 1916 wurde dann die Zweitfassung am Theater an der Wien uraufgeführt. Auch diese zweite Version der Operette hatte keinen dauerhaften Erfolg. Das lag unter anderem auch daran, dass sich das Publikum mitten im Ersten Weltkrieg nach Ablenkung durch große Tanzoperetten sehnte, und das war Der Sterngucker nicht. Da kamen Emmerich Kálmáns Csárdásfürstin und Leo Falls Die Rose von Stambul deutlich besser an. Der vom Erfolg verwöhnte Lehár musste daher 1916 einen vorübergehenden Rückschlag hinnehmen. Auch wenn er später mit anderen Werken wieder in die Erfolgsspur zurückkehrte, blieb ihm ein Erfolg mit dem Sterngucker versagt. Im Jahr 1923 scheiterte eine weitere Überarbeitung mit dem Titel Libellentanz ebenso wie 1926 eine komplette Neufassung unter dem Titel Gigolette. Einzig die am 27. September 1922 in Mailand aufgeführte italienische Version unter dem Titel La danza delle libellule kam beim italienischen Publikum besser an und hielt sich dort Jahre lang auf den Spielplänen. In Deutschland dagegen geriet die Operette mehr oder weniger in Vergessenheit. Einzig das Lied Und der Herrgott lacht, weils ihm Freude macht aus der Urfassung überlebte in Lehárs Operette Schön ist die Welt mit dem neuen Text Liebste glaub an mich; Richard Tauber machte das Lied bekannt.

## Musiknummern
Eine CD-Einspielung der Deutschen Kammerakademie Neuss unter der Leitung von Johannes Goritzki wurde 2004 beim Label CPO veröffentlicht. Mitwirkende waren u. a. Lothar Odinius, Claudia Rohrbach, Hanna Dora Sturludóttir, Robert Wörle und Markus Köhler. Folgende Nummern sind auf dieser CD zu hören:
- Introduktion: Romanze: Still ruht wie gebannt
- Libellentanz: Senkt sich mild der Abend nieder
- Duett: Grüß Dich Gott bleib gesund
- Ein Sommertag am leuchtenden Meer (Nur Klavier, Einlage aus der Urfassung)
- Duett: Mein Fräulein ich kann es nicht sagen
- Walzer Terzett: Du, Du, Du
- Duett: So müßt meine Liebste sein
- Finale I
- Duett: Nur Dir, Dir will ich Alles ein
- Terzett: Muß den jeder gleich ein Ehemann sein
- Lied: Lieber guter Teddy Bär
- Quartett: Bitte sich nur zu bedienen
- Lied: Sterngucker nimm Dich in Acht
- Lied: Mein Herz ist wie der junge Mai
- Finale II
- Lied: Josefine, Josefine
- Terzett: Meist ist entzückt doch der Bräutigam
- Quartett: Wie auf Rosen die Falter kosen
- Reminiszenz: Ja das Scheiden
- Finale III